# Джакомо Распадори
Джакомо Распадори (на италиански: Giacomo Raspadori) е италиански футболист, нападател, който играе за Атлетико Мадрид.

## Кариера

### Сасуоло
Распадори започва да тренира в младежката академия на Сасуоло през 2009 г., след една година в местния клуб Прогресо. На 9 август 2018 г. той подписва първия си професионален договор със Сасуоло за четири години. Распадори прави своя професионален дебют за Сасуоло при поражението с 1:3 от Аталанта в Серия А на 26 май 2019 г.

### Наполи
На 20 август 2022 г. Наполи подписва с Распадори под наем за година със задължение за закупуване. На 14 септември той отбелязва първия си гол в Шампионската лига при победа с 3:0 като гост над Глазгоу Рейнджърс. На 4 октомври отбелязва два пъти и прави асистенция при победата с 6:1 като гост над Аякс Амстердам.

## Успехи

### Отборни
Наполи
- Серия А: 2022/23, 2024/25

### Национален обор
Италия
- Европейско първенство по футбол: 2020

### Ордени
-  5-та степен / Рицарски: Орден за заслуги пред италианската република: 2021